# 梅薩 (加利福尼亞州)
梅薩（英語：Mesa）是位於美國加利福尼亞州因約縣的一個人口普查指定地區。

## 地理
梅薩的座標為37°25′18″N 118°32′39″W / 37.42167°N 118.54417°W，而該地最高點為海拔高度1410米（即4626英尺）。

## 人口
根據2010年美國人口普查的數據，梅薩的面積為9.467平方千米，當中陸地面積為9.072平方千米，而水域面積為0.395平方千米。當地共有人口251人，而人口密度為每平方千米26人。